# Vuelos de la muerte (Argentina)

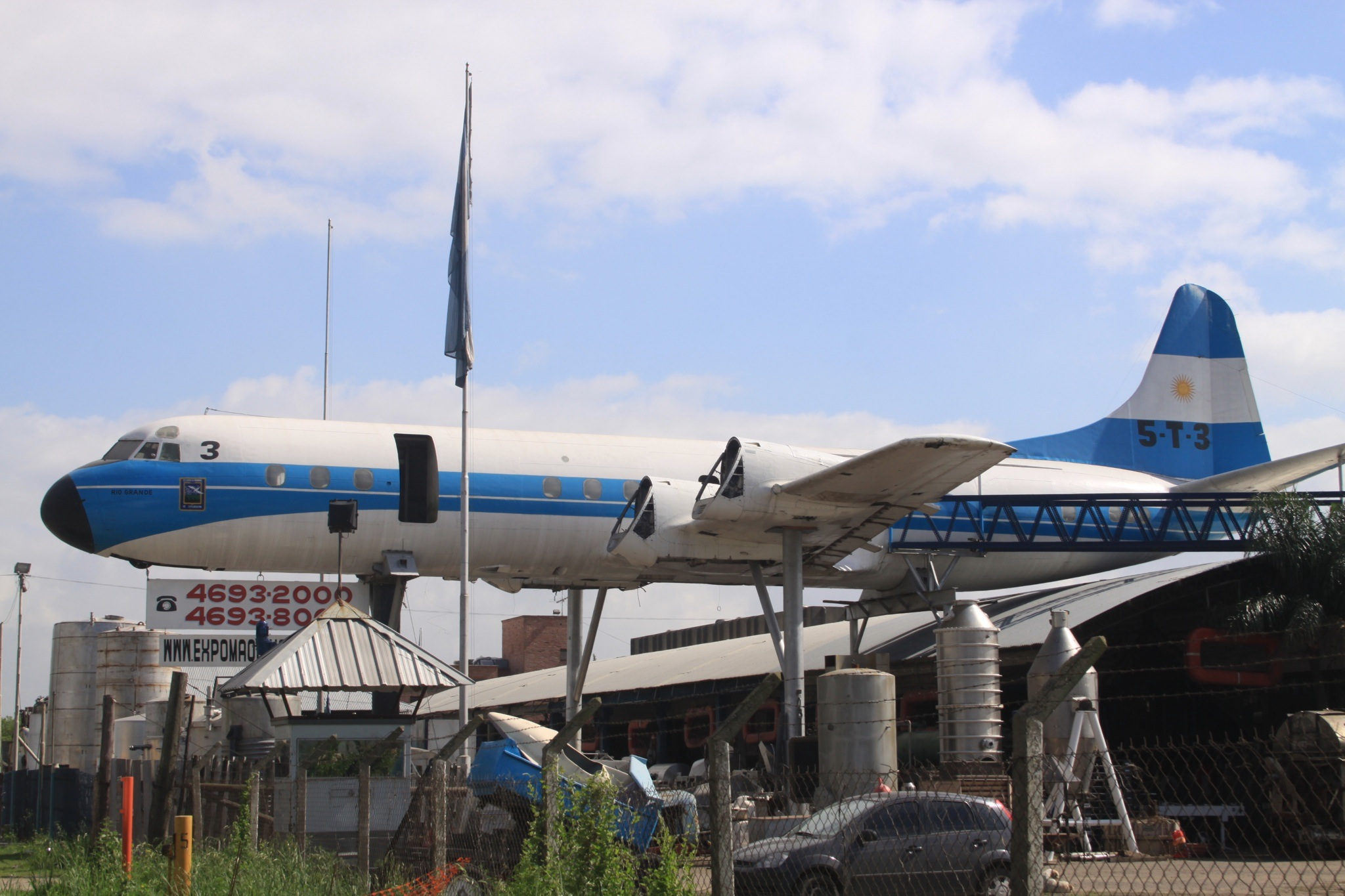
Avión L-188 Electra 5-T-3 de la Armada Argentina, utilizado para los vuelos de la muerte.

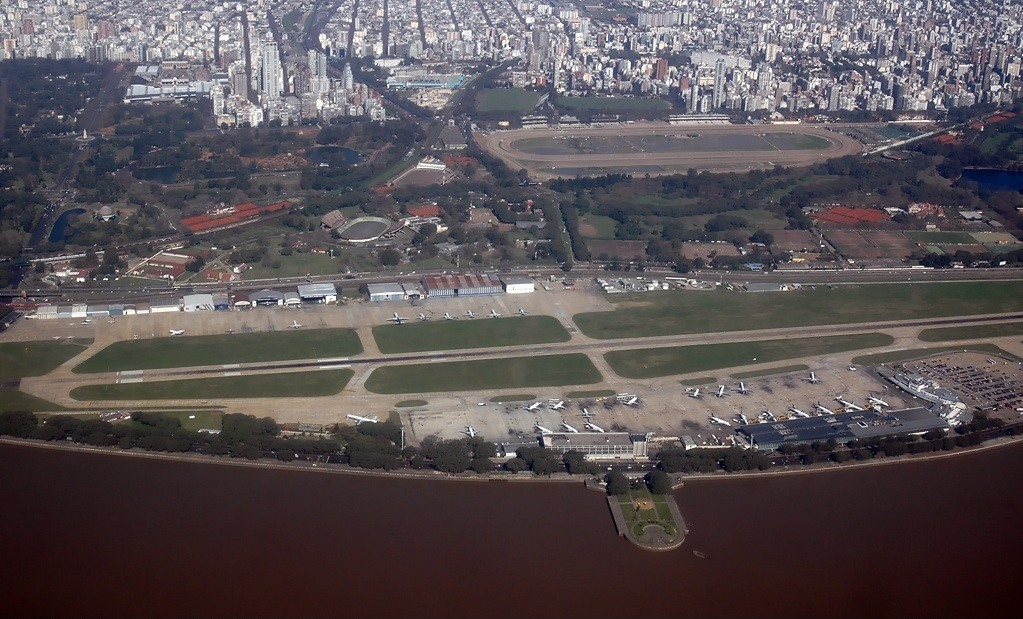
La base militar ubicada en el extremo sur del Aeroparque Jorge Newbery sirvió para los vuelos de la muerte.

Los vuelos de la muerte fueron un método de exterminio consistente en arrojar a personas al mar desde un avión, que utilizó la dictadura militar que gobernó Argentina entre 1976 y 1983, con el fin de asesinar a los detenidos desaparecidos y eliminar las pruebas del delito.
Los ejecutores de los delitos denominaban «traslado» al método. El nombre servía para convencer a los detenidos desaparecidos de que serían trasladados a una cárcel. Antes de los vuelos aplicaban el fusilamiento. Las víctimas eran inyectadas con pentotal sódico aduciendo ser una vacuna y arrojadas vivas, semi desnudas y en estado de somnolencia desde aeronaves militares en vuelo sobre el mar o el Río de la Plata, con el fin de hacer desaparecer los cadáveres y las pruebas de los crímenes.

## Testimonios
En 1976 aparecieron en la costa del este del Uruguay varios cuerpos destruidos, según documentan testimonios de varios testigos en Cabo Polonio. Ya en 1977, durante el régimen militar, aparecieron varios cuerpos en las costas de los balnearios atlánticos de Santa Teresita y Mar del Tuyú, unos 300 km al sur de la Ciudad de Buenos Aires. Los cadáveres fueron enterrados rápidamente como NN en el cementerio de General Lavalle, pero previamente los médicos policiales que intervinieron informaron que la causa de muerte fue el «choque contra objetos duros desde gran altura».
Numerosos cuerpos recuperados en las costas argentinas y uruguayas pudieron ser identificados como provenientes de diferentes centros clandestinos de detención. Los primeros, arrojados al mar en mayo de 1976, estuvieron secuestrados en Campo de Mayo. Otro grupo, arrojado al mar en diciembre de 1977, provenía de la ESMA (Escuela Superior de Mecánica de la Armada). Un tercer grupo arrojado en febrero de 1978 habría estado en El Campito. Los últimos cuerpos recuperados, arrojados a finales de 1978, habían pasado sus últimos días de vida en El Olimpo.
En su Carta abierta de un escritor a la Junta Militar, el periodista Rodolfo Walsh daba cuenta de la situación, aun con la escasa información disponible en aquellos años. En marzo de 1977, Walsh escribía:

Entre mil quinientas y tres mil personas han sido masacradas en secreto después de que ustedes prohibieron informar sobre hallazgos de cadáveres que en algunos casos han trascendido, sin embargo, por afectar a otros países, por su magnitud genocida o por el espanto provocado entre sus propias fuerzas. Veinticinco cuerpos mutilados afloraron entre marzo y octubre de 1976 en las costas uruguayas, pequeña parte quizás del cargamento de torturados hasta la muerte en la Escuela de Mecánica de la Armada, fondeados en el Río de la Plata por buques de esa fuerza, incluyendo el chico de 15 años, Floreal Avellaneda, atado de pies y manos, «con lastimaduras en la región anal y fracturas visibles» según su autopsia. Un verdadero cementerio lacustre descubrió en agosto de 1976 un vecino que buceaba en el lago San Roque (de Córdoba), acudió a la comisaría donde no le recibieron la denuncia y escribió a los diarios que no la publicaron. Treinta y cuatro cadáveres en Buenos Aires entre el 3 y el 9 de abril de 1976, ocho en San Telmo el 4 de julio, diez en el río Luján el 9 de octubre, sirven de marco a las masacres del 20 de agosto que apilaron 30 muertos a 15 kilómetros de Campo de Mayo, y 17 en Lomas de Zamora. En esos enunciados se agota la ficción de bandas de derecha, presuntas herederas de las 3 A de López Rega, capaces de atravesar la mayor guarnición del país en camiones militares, de alfombrar de muertos el Río de la Plata o de arrojar prisioneros al mar desde los transportes de la Primera Brigada Aérea, sin que se enteren el general Videla, el almirante Massera o el brigadier Agosti...
Fragmento de la Carta Abierta de un Escritor a la Junta Militar. Rodolfo Walsh, 24 de marzo de 1977.

El argentino Premio Nobel de la Paz Adolfo Pérez Esquivel declaró ser un sobreviviente de los vuelos de la muerte.

## CONADEP y Juicio a las Juntas
Durante el primer gobierno democrático después de la dictadura, bajo la presidencia de Raúl Alfonsín, y ante la CONADEP (la comisión que investigó los crímenes cometidos por la dictadura cívico-militar), Arnoldo Bondar, empleado civil de la base El Palomar sugirió que también la policía de la provincia de Buenos Aires eliminaba a las víctimas de la represión ilegal de esta manera.

En reiteradas oportunidades vi llegar camiones de la policía de la provincia cargados de jóvenes de ambos sexos que eran embarcados en aviones a motor de dos hélices, generalmente de la Armada. Desconozco el destino.
Arnoldo Bondar.

En 1983 y 1984, los represores Raúl Vilariño y Roberto Peregrino Fernández reconocieron que en la ESMA ocurrieron  [sic] «vuelos sin puerta», tal y cómo se referían al método de arrojar personas vivas al mar.
El 13 de mayo de 1985, el expresidente de facto Alejandro Lanusse compareció al Juicio a las Juntas para dar testimonio en relación con su búsqueda por su prima hermana, la diplomática Elena Holmberg, desaparecida el 20 de diciembre de 1978. En su testimonio contó de una reunión que Enrique Holmberg, hermano de Elena, tuvo con el entonces comandante del I Cuerpo de Ejército Guillermo Suárez Mason: 

El jefe de la unidad le reconoce a su superior que en un río de Tigre encontraron un cadáver con un anillo que tenía las iniciales E.H.
Suárez Mason enfureció y le pidió le entregare ese cadáver. El jefe de la unidad dice que no lo tiene.
El jefe de la unidad del Tigre le dijo entonces a Suárez Mason que él tenía razón en recriminarle, pero él se olvidaba que si han tirado más de 8000 cuerpos al río, cómo reconocer cada uno.

## Adolfo Scilingo
En 1995, el exrepresor de la ESMA Adolfo Scilingo, narró en extenso al periodista Horacio Verbitsky el método de exterminio al que los verdugos se referían como «vuelos». La admisión fue publicada como libro, con el título de El vuelo. Scilingo, en sus testimonios, detalla el procedimiento, la utilización de inyecciones anestésicas, la participación de médicos en las operaciones, el tipo de aviones (Electra y Skyvan) la amplia participación de los oficiales, la utilización de un sector especial dentro del Aeroparque de la ciudad de Buenos Aires, y otras precisiones. En una entrevista afirmó:

Periodista: ¿Cuál ha sido su primer conocimiento sobre los vuelos de la muerte de la ESMA?

Adolfo Scilingo: Los vuelos fueron comunicados oficialmente por Luis María Mendía [vicealmirante de la Armada] pocos días después del golpe militar de marzo de 1976. Se informó que el procedimiento para el manejo de los subversivos en la Armada sería sin uniforme, y usando zapatillas, jeans y remeras. Explicó que en la Armada no se fusilarían subversivos ya que no se quería tener los problemas sufridos por Franco (en España) y por Pinochet (en Chile). Tampoco se podía ir contra el papa. Ante las dudas de algunos marinos, se aclaró que «se tiraría a los subversivos en pleno vuelo».
Entrevista realizada por Martín Castellano a Adolfo Scilingo el 4 de octubre de 1997.

Sin bien existen pocos datos, la desaparición de los detenidos-desaparecidos arrojándolos al mar desde aviones parece haber sido un método generalizado así como las fosas comunes clandestinas. El propio Scilingo indicó que el procedimiento de los vuelos de la muerte costó la vida de unas 4400 personas y dependía en forma directa del almirante Emilio Massera y un gabinete especial que lo asesoraba.
Según el testimonio de Scilingo en El Vuelo, la armada en su conjunto estaba involucrada en este método de muerte, que no era una medida aislada ni realizada por una banda dentro de la fuerza, sino por la fuerza como tal con todo el aval institucional.

Si usted cree que una banda de diez tipos puede llegar a movilizar aviones de Prefectura y de la Armada está un poco equivocado. Era una fuerza armada que se estaba movilizando. La gran diferencia que tenemos es que usted le llama la banda. Yo digo que la Armada actuó como Armada hasta que se me crearon dudas. ¿Por qué no se dice la verdad si se actuó como Armada Argentina, si estábamos cumpliendo órdenes perfectamente dadas a través de la cadena de comando? Toda la Armada sabía lo que se estaba haciendo.
Adolfo Scilingo en la entrevista con Horacio Verbitsky en El vuelo.

Además de la ESMA, hay referencias a los mismos en el Olimpo, en la Perla y en el Campito (Campo de Mayo). En este último, el Centro clandestino de detención (CCD) se instaló próximo al aeródromo precisamente para facilitar el traslado de los detenidos a los aviones. 

La Fuerza Aérea uruguaya ha reconocido en 2005 que se realizaban vuelos de la muerte en combinación con las Fuerzas Armadas argentinas (Operación Cóndor).

Scilingo declaró ante el juez español Baltasar Garzón, a quien le indicó que también se recogieron prisioneros en la base que la Marina de Guerra posee en Punta Indio (Provincia de Buenos Aires). 

El CCD conocido como Quinta de Funes en Rosario se encontraba a 400 metros del aeropuerto y hay constancias de que detenidos desaparecidos allí fueron arrojados al mar, en la zona de la Bahía de Samborombón (provincia de Buenos Aires).

## Jorge Vildoza
En 2015 Javier Penino Viña, hijo de desaparecidos y nacido en la ESMA, contó a la prensa que su apropiador, el excapitán de navío Jorge Vildoza, le había contado en detalle como funcionaba ese centro clandestino de detención, así como los vuelos de la muerte, en los que él era uno de los pilotos. Penino Viña confirmó que fue una decisión tomada en el más alto nivel del gobierno cívico-militar, por recomendación de la Iglesia católica: 

La idea era que ser tirados del avión vivos aunque dormidos, era una forma humana y cristiana de llevar a cabo la ejecución. A mi me pareció un horror.

Peniño Viña transmitió también que su apropiador le contó que las personas eran arrojadas con vida y desnudas, para que no pudieran ser identificadas por sus vestimentas.

## Recuperación de restos humanos
Los primeros restos humanos comenzaron a aparecer a mediados de 1977 siendo recuperados por el cuerpo de bomberos de Villa Gesell con signos del impacto de la caída al mar quedando completamente destrozados (sin ser cuerpos completos) además de ser comidos parcialmente por los peces. Los cadáveres fueron trasladados por los bomberos a un centro médico donde el doctor Roberto León Dios les practicó las autopsias a dos cuerpos pero al tratar de realizarla en un tercer cadáver recibió una orden militar de no seguir realizando más autopsias y sepultar los cadáveres como NN. Mes y medio después de la orden el doctor Dios falleció en circunstancias dudosas no aclaradas.
En noviembre de 2004 el Equipo Argentino de Antropología Forense (EAAF) descubrió que los restos de una persona enterrada como NN en el cementerio de General Lavalle correspondía a un desaparecido durante la dictadura militar. Procedieron entonces a revisar los libros del cementerio y descubrieron que esa persona y otras cinco habían sido encontradas en las playas entre los días 20 y 29 de diciembre de 1977, sospechando entonces que podrían haber sido todas víctimas de un mismo vuelo de la muerte. Pocos días después los cuerpos fueron exhumados. En el lapso de unos meses se pudo establecer que se trataba de los restos de las madres de Plaza de Mayo Esther Ballestrino, María Eugenia Ponce y Azucena Villaflor, la militante Ángela Auad, y la monja francesa Léonie Duquet.

Es la primera vez que se recuperan cuerpos del mar, se los identifica y se los vincula claramente a la detención, posterior desaparición y reclusión en un centro clandestino de detención, en este caso la Escuela de Mecánica de la Armada (ESMA).
Ana María Careaga, hija de una de las víctimas.

El Equipo Argentino de Antropología Forense determinó también que los cuerpos presentaban «fracturas múltiples a nivel de miembros superiores e inferiores y cráneo, compatibles con la caída desde altura contra una superficie dura que podría ser el mar».
Todas ellas se reunían regularmente en la Iglesia de la Santa Cruz, en el barrio de San Cristóbal, donde fueron secuestradas entre el 8 y el 10 de diciembre de 1977, llevadas a la ESMA, torturadas durante aproximadamente 10 días, trasladadas en avión y arrojadas vivas al océano, a la altura del balneario turístico de Santa Teresita alrededor del 20 de diciembre de 1977. Sus cuerpos fueron arrastrados por las corrientes hasta la playa y enterrados rápidamente por la policía local como NN, no sin antes dejar constancia de que la muerte se produjo por una caída desde gran altura.
La información suministrada por Adolfo Scilingo no fue la única que permitió reconstruir los Vuelos de la Muerte. Pese a los amplios pactos de silencio entre los involucrados, algunos miembros de la armada se quebraron con el correr de los años y narraron a otros lo sucedido. Uno de ellos fue Emir Sisul Hess, quien integró la Escuadrilla Aeronaval de Helicópteros entre los años 1976 y 1977, con asiento en la Base Aeronaval Comandante Espora. Retirado de la fuerza y mientras trabajaba en Villa La Angostura, Hess contó a José Luis Bernabei, empleado del mismo complejo turístico donde trabajaba Hess, cómo arrojaban [a las personas] al Río de la Plata y que él era piloto. Nombró como compañero a Ricardo Cavallo. Decía que los vuelos salían de Palomar o Morón, que les ponían una bolsa en la cabeza, los subían a aviones y los trasladaban hasta que eran arrojados», indicó Bernabeí ante el juzgado de Juan José Galeano. La causa iniciada por los testimonios de Hess está a cargo del Juez Sergio Torres, a cargo de la megacausa ESMA, donde se encuentra también la causa 3227/02 por los vuelos de la muerte. En ese marco, la justicia argentina cuenta con una recopilación de listados y legajos de marinos que siguen sin procesar ante la justicia.

## Juicios
Durante la Megacausa ESMA, el represor Antonio Pernías admitió la existencia de los vuelos de la muerte en los cuales se arrojaba personas vivas al Río de la Plata.
En 2014 se realizó la megacausa conocida como ESMA III, en la cual fueron juzgados ocho aviadores navales y de la Prefectura acusados por los vuelos de la muerte.
El 23 de abril de 2014 la Cámara Federal de Casación Penal confirmó la pena a prisión perpetua por los crímenes de lesa humanidad cometidos en la Escuela de Mecánica de la Armada durante la dictadura militar de los años 1970 a Jorge Eduardo Acosta, Alfredo Astiz, Antonio Pernías, Oscar Montes, Raúl Scheller, Ricardo Cavallo, Alberto González, Néstor Savio, Adolfo Donda, Julio Coronel, Ernesto Weber y Jorge Radice. El 29 de noviembre de 2017 en la sentencia ESMA fueron condenados por primera vez en la historia a cadena perpetua los pilotos Mario Daniel Arru y Alejandro Domingo D’Agostino dando por probada  la  existencia de los vuelos de la muerte como estrategia sistemática de exterminio durante la última dictadura cívico militar.

## Recuperación de Skyvan PA-51

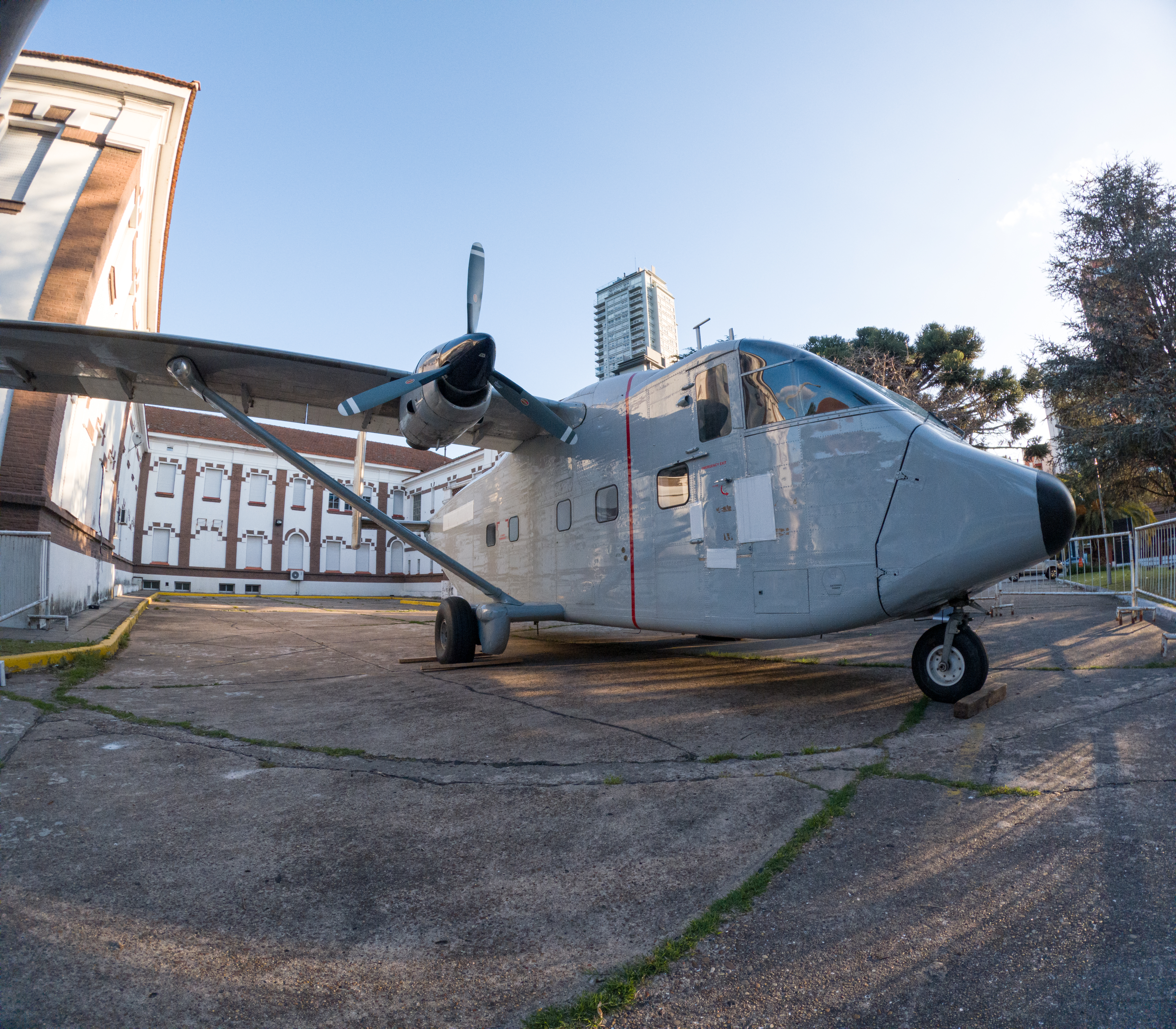
Short Skyvan PA-51 de la Prefectura Naval Argentina (PNA) en exposición en la ex ESMA.

Durante 2023 fue repatriada una de las aeronaves utilizadas durante los vuelos de la muerte, el Short Skyvan PA-51 de la Prefectura Naval Argentina (PNA). Del mismo, hay registros de que el 14 de diciembre de 1977 fue utilizado para desaparecer a tres madres de Plaza de Mayo --su fundadora, Azucena Villaflor, y otras dos integrantes, Esther Ballestrino de Careaga y María Eugenia Ponce de Bianco-- y las monjas francesas Alice Domon y Leonie Duquet. La aeronave que forma parte de una exhibición como una prueba material del horror, fue localizada gracias a la búsqueda impulsada por el fotógrafo italiano Giancarlo Ceraudo y la periodista argentina Miriam Lewin y repatriada por el Estado argentino.